# Weltheimia
Weltheimia, roszczotnia (Veltheimia Gled.) – rodzaj roślin z rodziny szparagowatych. Obejmuje dwa gatunki występujące w południowej Afryce.

## Zasięg geograficzny
Oba gatunki powstały prawdopodobnie w procesie specjacji allopatrycznej. Veltheimia capensis występuje głównie na zachód od południka 24 °E, na suchych obszarach z opadami zimowymi, na obszarze od Namuskluft i Noordoewer w południowej Namibii oraz przylegającego do nich Richtersveld w Prowincji Przylądkowej Północnej 
w Południowej Afryce na południe do zachodniego Namaqualand i Bokkeveld oraz przez Cederberg i Swartruggens do Darling i Paardeberg w Prowincji Przylądkowej Zachodniej na wschód przez dolinę rzeki Breede i Małe Karru do Albertinii i Baviaanskloof w Prowincji Przylądkowej Wschodniej oraz w głąb lądu przez skarpę Roggeveld i góry Nuweveld do Murraysburga. V. bracteata występuje na wschód od południka 24 °E, na obszarach subtropikalnych, gdzie występuje endemicznie na wybrzeżu na odcinku od St Francis Bay na zachodzie do Kei Mouth na wschodzie. Zasięgi występowania obu gatunków zachodzą na siebie jedynie na niewielkim obszarze w okolicy Baviaanskloof.

## Morfologia

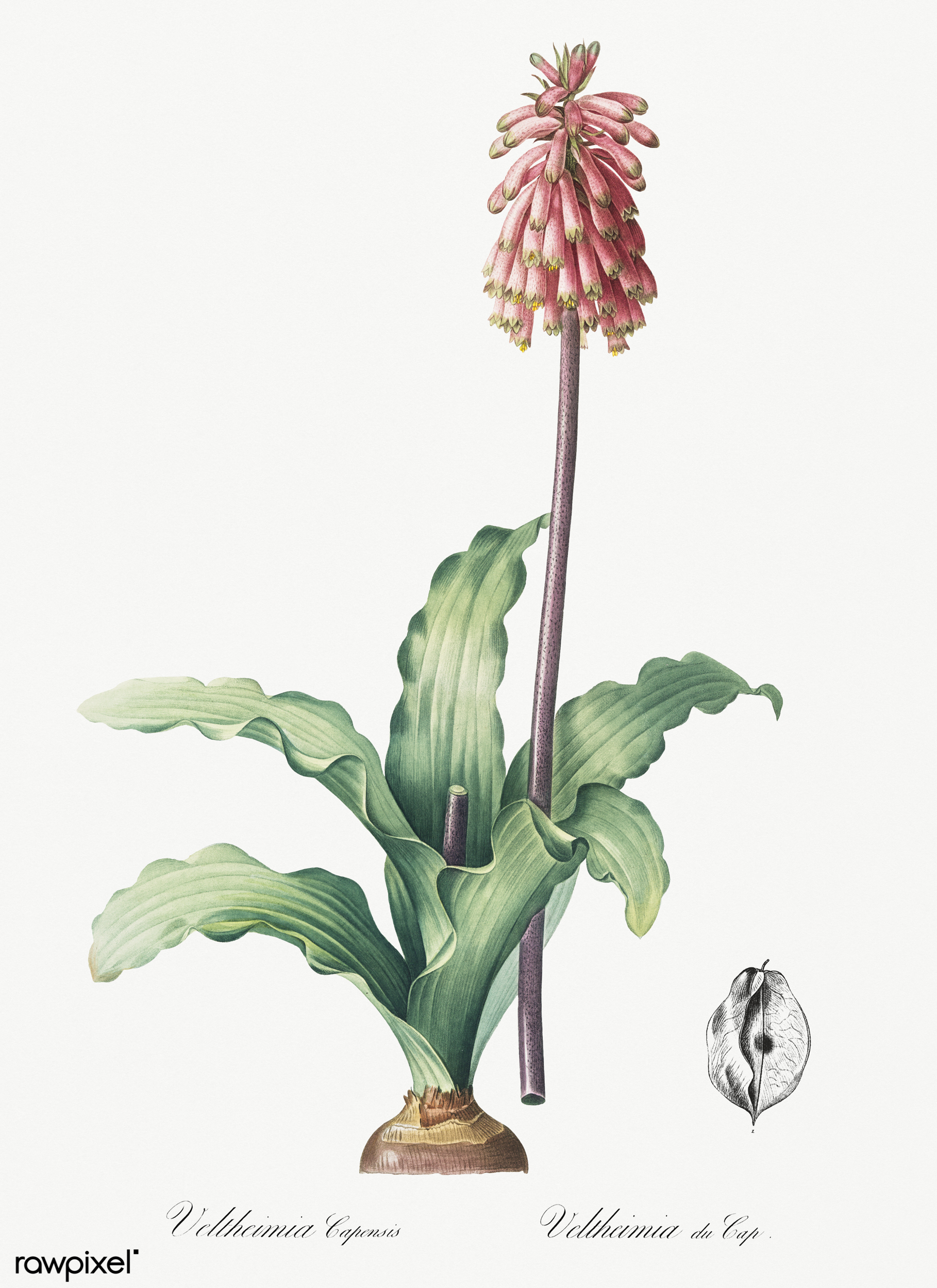
Velheimia capensis

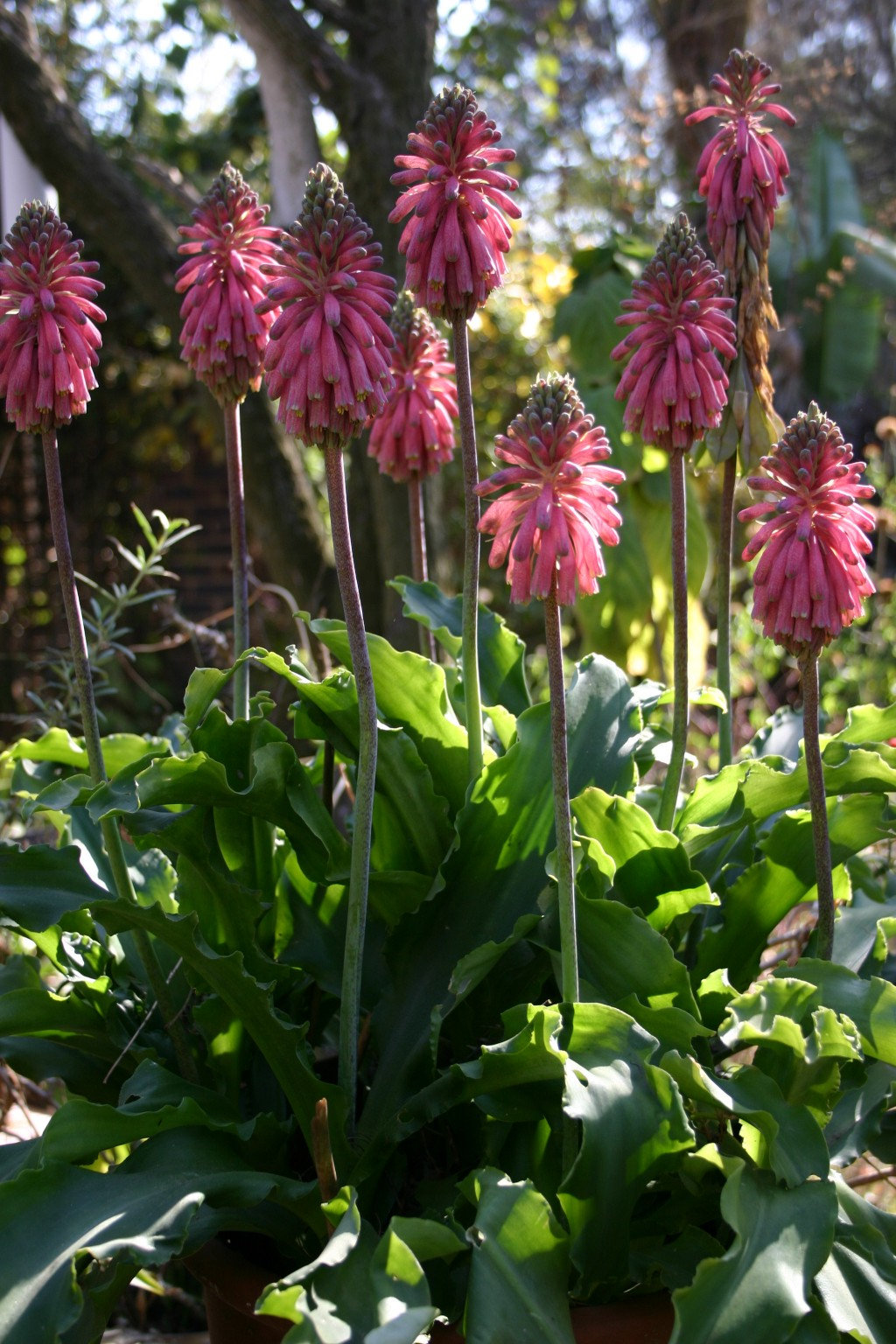
Veltheimia bracteata

PokrójWieloletnie, rośliny zielne, z wieloletnimi mięsistymi korzeniami.
PędPodziemna lub częściowo odsłonięta, duża (o średnicy od 4 do 15 cm u V. capensis lub od 5 do 9 cm u V. bracteata), gruszkowata lub kulistawa cebula okryta całkowicie mięsistymi łuskami (V. bracteata) lub zewnętrzną, papierzastą lub błoniastą okrywą (V. capensis).
LiścieRośliny tworzą przed lub w czasie kwitnienia od 4 do 7 (V. bracteata) lub od 5 do 10 (V. capensis) niemal wzniesionych lub rozłożystych liści, błyszczących i zielonych o długości od 10 do 50 cm (V. bracteata) lub matowych i modrych o długości od 10 do 30 cm (V. capensis), zwężonych i zwiniętych do środka u nasady, o blaszkach jajowatych lub podługowatolancetowatych do odwrotnie lancetowatych, słabo kanalikowatych z pogrubioną żyłką środkową, cienkich lub nieco skórzastych, o brzegach pofalowanych lub kędzierzawych.
KwiatyZebrane w gęste, wielokwiatowe, jajowate do niemal cylindrycznego grono o średnicy od 4 do 8 cm, wyrastające na wzniesionym, nakrapianym fioletowo głąbiku, o wysokości od 20 do 50 cm (V. capensis) lub od 25 do 90 cm (V. bracteata). Przysadki blade, błoniaste, lancetowato-zwężone, dłuższe od szypułek. o długości poniżej 20 mm (V. capensis) lub powyżej 20 mm (V. bracteata). Podkwiatki niepozorne, występujące na szypułce blisko nasady. Szypułki bardzo krótkie, grube. Kwiaty długo żyjące, delikatnie wygięte w dół, rozpostarte lub zwisające. Okwiat kremowy do zielonkawego, na poziomie rurki nabiegający lub kropkowany czerwono lub różowo, cylindryczny, o długości od 18 do 30 mm. Listki okwiatu zrośnięte na niemal całej długości, z pojedynczą żyłką, wierzchołkowo wolne, jajowate. Pręciki zespolone z listkami okwiatu na połowie swojej długości i skośnie osadzone w jednym okółku na poziomie połowy długości rurki okwiatu, odgięte, przy czym górne lub przynajmniej najwyżej położone o stopniowo krótszych nitkach, osadzone nieco poniżej połowy długości rurki. Nitki pręcików smukłe i okrągłe na przekroju, białe z fioletowym zabarwieniem. Pylniki obrotne, pozostające w rurce okwiatu lub lekko wychylone. Zalążnia wąskoelipsoidalna do wrzecionowatej, sześciożebrowa, zawierające trzy lub cztery zalążki w każdej komorze. Szyjka słupka smukła, okrągła na przekroju, lekko pochylona, zakrzywiona wierzchołkowo, sięgająca do gardzieli rurki, zakończona pędzelkowatym znamieniem.
OwoceDuża, papierzasta, trójskrzydlona torebka, zawierająca w każdej komorze dwa (rzadziej od jednego do czterech) gruszkowate, czarne, gładkie lub pomarszczone nasiona.

## Biologia
RozwójGeofity cebulowe, przechodzące okres spoczynku lub niemal wiecznie zielone. Kwitną od maja do początku sierpnia (V. capensis) lub od połowy sierpnia do listopada (V. bracteata). Kwiaty zapylane są przez nektarniki, w tym nektarnika czerwonopręgiego.
SiedliskoWystępująca na suchych obszarach na zachód od południka 24 °E Veltheimia capensis zasiedla skaliste, południowe zbocza i klify karru, rzadziej gleby piaszczyste w zaroślach przybrzeżnych lub w suchym fynbosie, od poziomu morza do 1500 m n.p.m. Występująca na wschód od południka 24 °E, na obszarach subtropikalnych, V. bracteata zasiedla przybrzeżne zarośla i krzewy na wydmach lub między skałami, często jedynie tuż powyżej poziomu przypływu, albo rzadziej zarośla nadrzeczne lub klify, na niewielkiej odległości w głąb lądu, w miejscach zacienionych, na wysokości do 100 m n.p.m.
GenetykaLiczba chromosomów 2n = 40.

## Systematyka
Pozycja systematycznaRodzaj z podplemienia Massoniinae, plemienia Hyacintheae, podrodziny Scilloideae z rodziny szparagowatych Asparagaceae. W systemie Kubitzkiego zaliczony do podrodziny  Hyacinthoideae w rodzinie  Hyacinthaceae.
Lista gatunków
- Veltheimia bracteata Harv. ex Baker
- Veltheimia capensis (L.) Redouté

## Nazewnictwo
Etymologia nazwy naukowejNazwa naukowa rodzaju została nadana przez Johanna Gleditscha na cześć Augusta von Veltheima, żyjącego w latach 1741-1801 niemieckiego geologa, wspierającego badania botaniczne.
Nazwy zwyczajowe w języku polskimW pracach publikowanych w XIX wieku jako polską nazwę rodzaju Veltheimia podawano nazwę roszczotnia. Taką nazwę wskazał Jakub Waga we Florze Polskiej z 1848 roku, Erazm Majewski w Słowniku nazwisk zoologicznych i botanicznych polskich... z 1894 r. oraz Aleksander Zdanowicz i Maurycy Orgelbrand w  Słowniku języka polskiego z 1861 r.. W opublikowanym w 1900 r. Słowniku polskich imion rodzajów oraz wyższych skupień roślin Józef Rostafiński podał kilka polskich nazw: weltheimia, weltenia, roszczotnia, weltaimia, mącznica i światówka.
Synonimy taksonomiczne
- Heisteria Fabr., Enum., ed. 2: 447 (1763), nom. illeg.

## Zastosowanie
Rośliny leczniczeCebule Veltheimia capensis były stosowane w XVII wieku przez ludy Nama oraz potomków Totentotów i holenderskich Burów (Griqua) jako środek przeczyszczający. Zawierają one flawanony oraz spirocykliczne triterpeny (eukosterol).
Rośliny ozdobneOba gatunki weltheimii, o kwiatostanach podobnych do tych u roślin z rodzaju trytoma, są uprawiane jako rośliny ogrodowe, a Veltheimia bracteata również jako roślina doniczkowa. W przypadku uprawy w gruncie, z uwagi na niską mrozoodporność (strefy 9-11) w Polsce cebule wymagają wykopania na zimę. Wymagają gleby lekkiej, zasobnej, przepuszczalnej i stanowiska słonecznego (V. capensis) lub półcienia (V. bracteata).